# إجازة مرضية

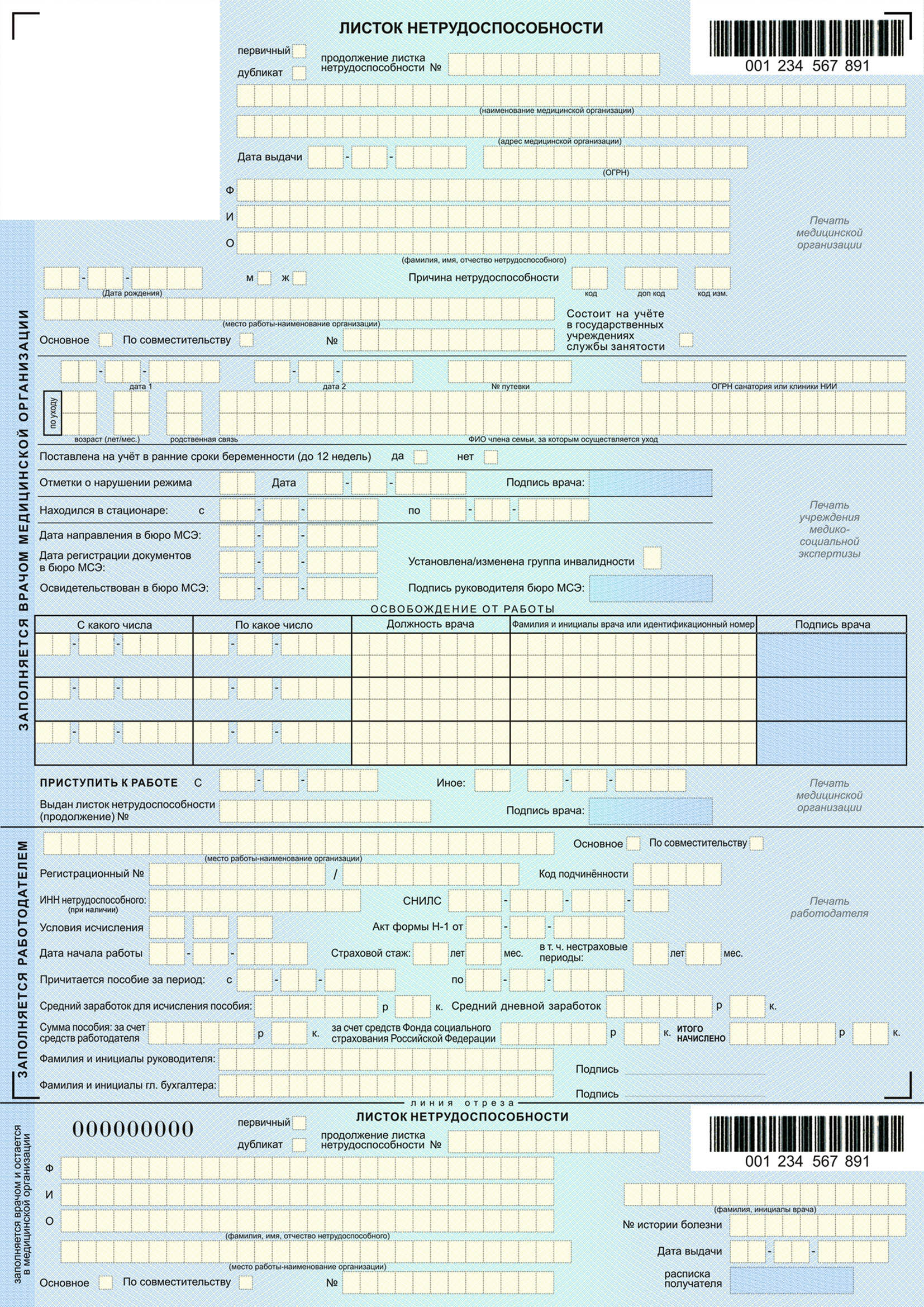

،الإجازة المرضية أو (أيام مرضية المدفوعة الأجر) (بالإنجليزية: Sick leave)‏ هي إجازة من العمل والتي يمكن للعمال استخدامها خلال فترة المرض مؤقتاً للبقاء في المنزل ومعالجة صحتهم وتحقيق احتياجات السلامة دون فقدان الأجر كما يحق للعامل ضم الإجازة السنوية إلى إجازته المرضية إذا استنفذ هذه الإجازة وظل مريضاً؛ ولا يجوز لصاحب العمل أن يعترض بأنه صاحب الحق في تحديد ميعاد الإجازة السنوية لأن أساس حق رب العمل في هذا التحديد هو توزيع الإجازات بين العمال على نحوٍ لا يخل بإدارة المشروع على مدار السنة.
ويمكن تعريفها أيضا بأنها إجازة مدفوعة الأجر من العمل يمكن للعمال استخدامها للبقاء في المنزل لتلبية احتياجاتهم الصحية دون خسارة رواتبهم، وهي تختلف عن وقت الإجازة مدفوعة الأجر أو إجازة العمل للتعامل مع الأمور الشخصية لأن الإجازة المرضية مخصصة للأغراض المتعلقة بالصحة، يمكن أن تشمل الإجازة المرضية يومًا للصحة العقلية وأخذ وقت بعيدًا عن العمل للذهاب إلى موعد محدد مع الطبيب، تسمح بعض السياسات أيضًا باستخدام وقت مرضي مدفوع الأجر لرعاية أفراد الأسرة المرضى أو لتلبية احتياجات الصحة والسلامة المتعلقة بالعنف المنزلي أو الاعتداء الجنسي، إجازة الدورة الشهرية هي نوع آخر من إجازة العمل لأسباب تتعلق بالصحة لكنها لا تُدفع دائمًا.
في معظم الدول يُطلب من بعض أصحاب العمل أو جميعهم دفع رواتب موظفيهم لبعض الوقت بعيدًا عن العمل عندما يكونون مرضى، معظم الدول الأوروبية والعديد من دول أمريكا اللاتينية وعدد قليل من البلدان الأفريقية وعدد قليل من الدول الآسيوية لديها متطلبات قانونية للإجازة المرضية مدفوعة الأجر للموظفين، في الدول التي لا توجد بها قوانين تفرض إجازة مرضية مدفوعة الأجر يعرضها بعض أصحاب العمل طواعية أو نتيجة لاتفاقية مفاوضة جماعية، ومع ذلك ففي البلدان ذات قوانين العمل السيئة عادة ما يضطر الموظفون إلى استخدام إجازة مدفوعة الأجر للإجازات المرضية والإجازات المرضية التي تتجاوز الوقت المتبقي للإجازة غير مدفوعة الأجر.
حتى عندما تكون الإجازة المرضية مطلوبة عادةً لجميع الموظفين فقد لا يُعتبر صاحب العمل موظفًا أو يمكنه الحصول على إجازة مرضية مدفوعة الأجر لا سيما في الأعمال التجارية الصغيرة التي يديرها الملاك.
يمكن أن تزيد الإجازة المرضية مدفوعة الأجر  من الإنتاجية وتقلل من انتشار المرض في مكان العمل وفي المجتمع، بطبيعة الحال فإن دفع رواتب العمال عندما لا يعملون بسبب المرض يكلف أموالاً يمكن استخدامها لأغراض أخرى مثل أرباح أعلى أو مزايا أخرى.

## التأثير
تظهر الدراسات أن العمال أقل عرضة لأخذ إجازة بسبب الإصابة أو المرض عندما لا يكون لديهم إجازة مرضية مدفوعة الأجر، العمال الذين ليس لديهم إجازة مرضية مدفوعة الأجر هم أيضًا أقل عرضة للحصول على الرعاية الطبية الوقائية مثل فحوصات السرطان ولقاحات الإنفلونزا، العمال الذين لديهم إجازة مرضية مدفوعة الأجر هم أقل عرضة للإصابة في مكان العمل، يمكن أن تقلل الإجازة المرضية مدفوعة الأجر من التكرار الإجمالي لإجازة العمل حيث تقل احتمالية انتشار المرض بين العمال والمجتمع المحيط، من المرجح أن يأخذ الآباء الذين يحصلون على إجازة مرضية مدفوعة وقتًا بعيدًا عن العمل لرعاية أطفالهم المرضى.
قد يشعر الآباء العاملون بدون الحصول على أيام مرضية مدفوعة الأجر بأنهم مجبرون على إرسال أطفالهم المرضى إلى المدرسة حيث ينشر الأطفال العدوى إلى الطلاب الآخرين وموظفي المدرسة بالإضافة إلى تعرضهم لنتائج صحية سلبية قصيرة وطويلة الأجل.
سيذهب العمال الذين لا يحصلون على إجازة مرضية مدفوعة الأجر إلى العمل أثناء المرض مما ينشر العدوى إلى العمال الآخرين، أفاد ما يقرب من سبعة من كل عشرة عمال أمريكيين (68 بالمائة) أنهم ذهبوا للعمل رغم إصابتهم بالأنفلونزا أو غيرها من الأمراض المعدية، ما يقرب من نصفهم أفادوا بأنهم ذهبوا للعمل وهم مرضى لأنهم لا يستطيعون تحمل خسارة الأجر، أفاد ثلاثون بالمائة من العمال أنهم أصيبوا بالإنفلونزا من زميل لهم.
في عام 2010 قدَّرت دراسة استقصائية غير عشوائية لبعض أصحاب العمل في مدينة نيويورك أن تقديم إجازة مرضية مدفوعة الأجر حيث سيحصل موظفو الشركات الصغيرة على ما لا يقل عن خمسة أيام إجازة مرضية مدفوعة الأجر في السنة وسيحصل موظفو الشركات الكبيرة على ما لا يقل عن تسعة أيام إجازة مرضية مدفوعة الأجر في السنة سيزيد من إجمالي نفقات الرواتب في المدينة بنسبة 0.3 ٪ مع وقوع العبء إلى حد كبير على جزء من الشركات التي لم تدفع بالفعل مقابل أي إجازة مرضية أو  عرضت إجازة مرضية للموظفين الذين عملوا لفترة طويلة فقط، وقدرت التكلفة الإجمالية لتوفير إجازة مرضية مدفوعة الأجر في تلك السوق عالية التكلفة بحوالي 40 أو 50 سنتًا لكل ساعة عمل.
يتكلف الاقتصاد الأمريكي 180 مليار دولار سنويًا في الإنتاجية المفقودة، بالنسبة لأصحاب العمل فإن هذا يكلف ما متوسطه 255 دولارًا لكل موظف سنويًا ويتجاوز تكلفة التغيب عن العمل والمزايا الطبية والعجز، بالنسبة للعاملين في صناعة الخدمات الغذائية وجد أحد التحليلات أن تفشي الأمراض المنقولة بالغذاء في سلسلة مطاعم - بما في ذلك الرأي العام السلبي الذي يؤثر على العمليات الأخرى في منطقة العاصمة - يمكن أن يصل إلى 7 ملايين دولار.

## القوانين الحالية
يتطلب ما لا يقل عن 145 دولة إجازة مرضية مدفوعة الأجر للأمراض قصيرة أو طويلة الأجل مع توفير 127 دولة أسبوعًا أو أكثر سنويًا.

### الاتحاد الأوروبي
تتمتع كل دولة عضو في الاتحاد الأوروبي بإجازة مرضية محلية واستحقاقات المرض،
الإجازة المرضية حق في التغيب عن العمل أثناء المرض والعودة إلى العمل بعد التعافي.
الإعانة المرضية هي نظام حماية اجتماعية يُدفع كمعدل ثابت للأجور السابقة أو كمبلغ معدل ثابت.
في معظم هذه الدول قد توفر بعض القوانين أو الاتفاقات الجماعية أو اختيار صاحب العمل أجرًا مرضيًا في شكل دفع مرتب مستمر محدود زمنياً من قبل صاحب العمل.

الحد الأدنى للراتب المرضي الإجباري في الاتحاد الأوروبي هو 25٪ في سلوفاكيا بينما الحد الأقصى هو 100٪ في بلجيكا وفنلندا.
تتراوح معدلات تعويض المرض من 50٪ إلى 100٪ من إجمالي أو صافي الراتب، يبلغ متوسط الإعانة المرضية الثابتة حوالي 20٪ في مالطا والمملكة المتحدة (الأخيرة كانت ملزمة بقواعد الاتحاد الأوروبي حتى عام 2021).

تستخدم النساء إجازات مرضية أكثر من الرجال وكبار السن أكثر من الشباب.
ترتبط استدامة نظم الإعانات المرضية بطبيعة الاتفاق بين صاحب العمل ونظام الضمان الاجتماعي.